# Mitsubishi L200
Der Mitsubishi L200 ist ein Pick-up von Mitsubishi Motors, der seit 1978 in mehreren Fahrzeuggenerationen gebaut wird. Die erste Version war eine Importversion des Mitsubishi Forte.
Den L200 gibt es mit Einzelkabine, Doppelkabine und Club Cab.
2015 wurde die fünfte Generation in Deutschland eingeführt.

## Erste Generation
Der L200 wurde ab 1978 produziert und zusammen mit Chrysler entwickelt. In den USA wurde er ab 1982 als Mitsubishi Mighty Max verkauft und ist baugleich mit dem Dodge D50 (später Ram 50) und dem Plymouth Arrow, die bereits früher angeboten wurden. Unter dem Namen Mitsubishi Forte war der Pick-up nur in Japan bekannt, wo er bis 1986 angeboten wurde. In Australien wurde das Modell als Chrysler D-50 verkauft.
1982 erhielt der L200 eine Modellpflege, bei dem unter anderem die runden Scheinwerfer gegen eckige ersetzt wurden.

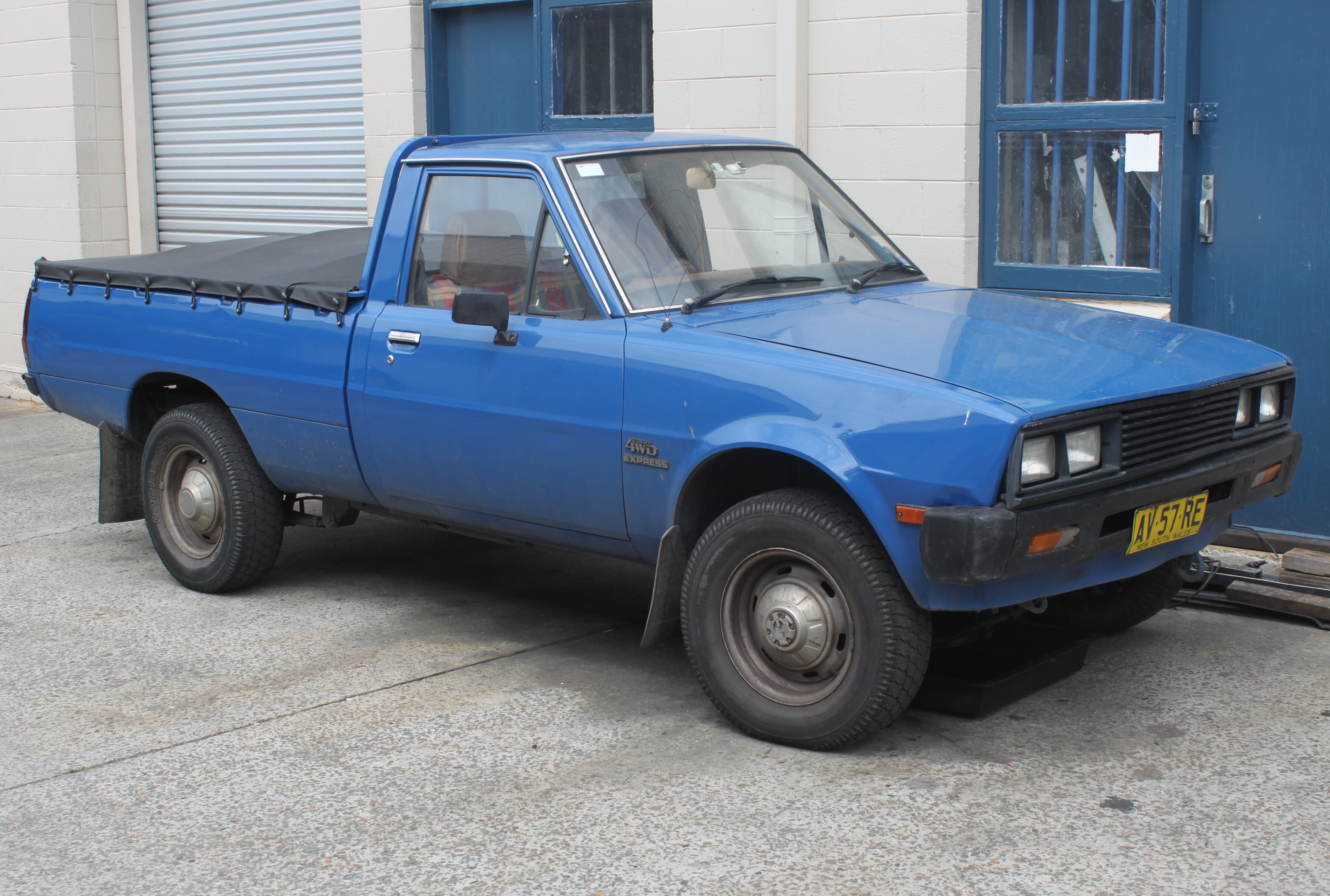
L200 4WD (1982–1986)
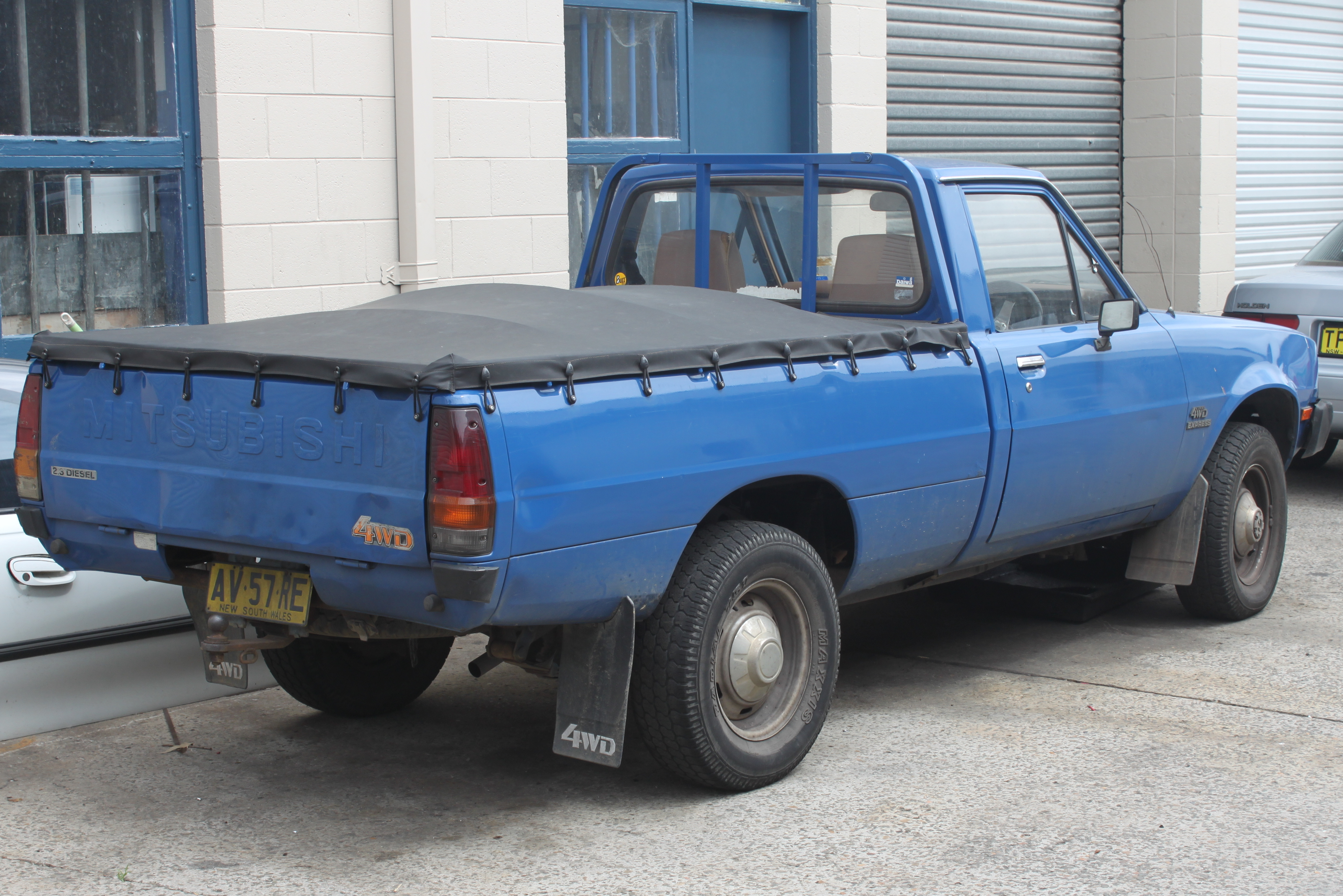
Heckansicht
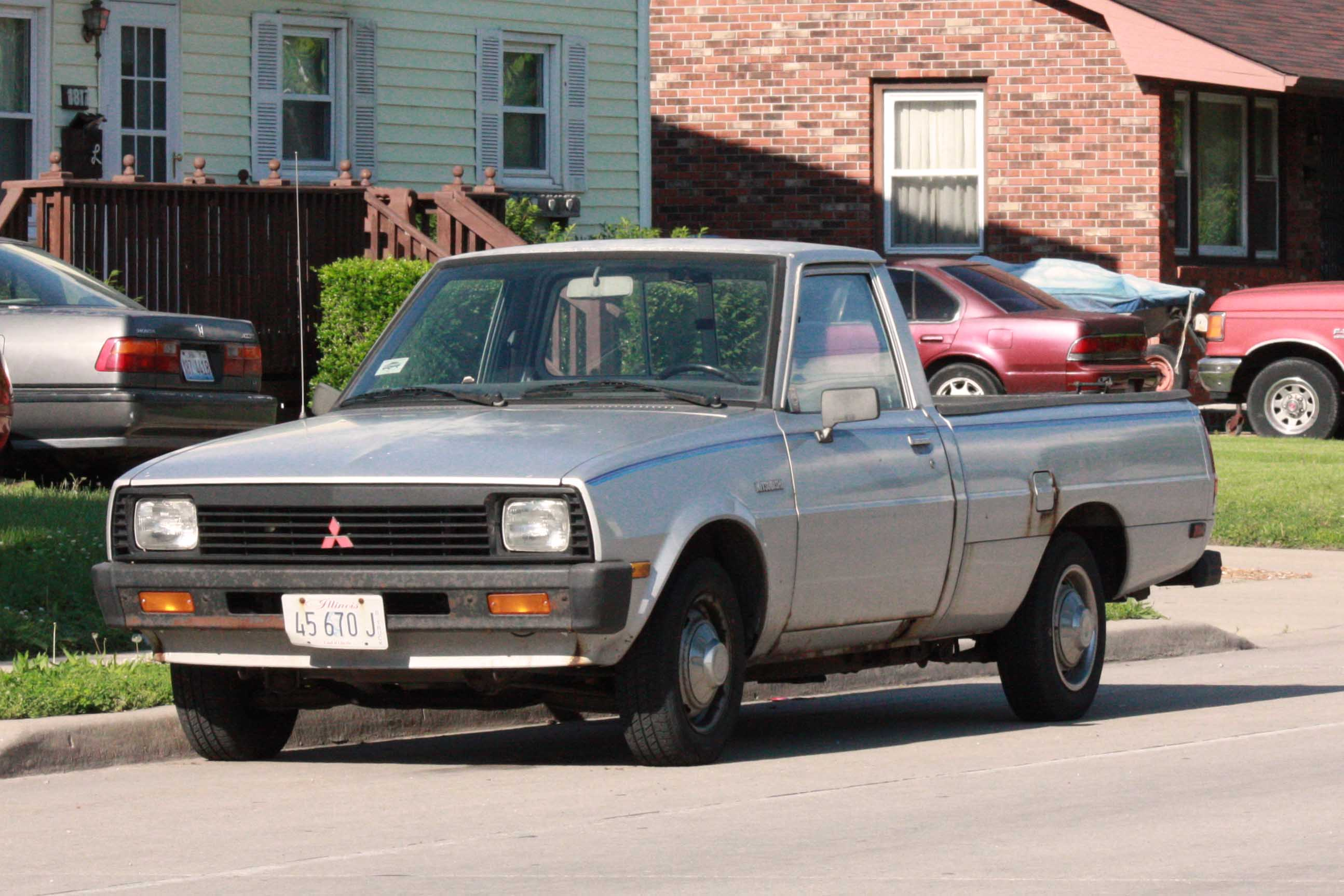
Mitsubishi Mighty Max (1982–1986)
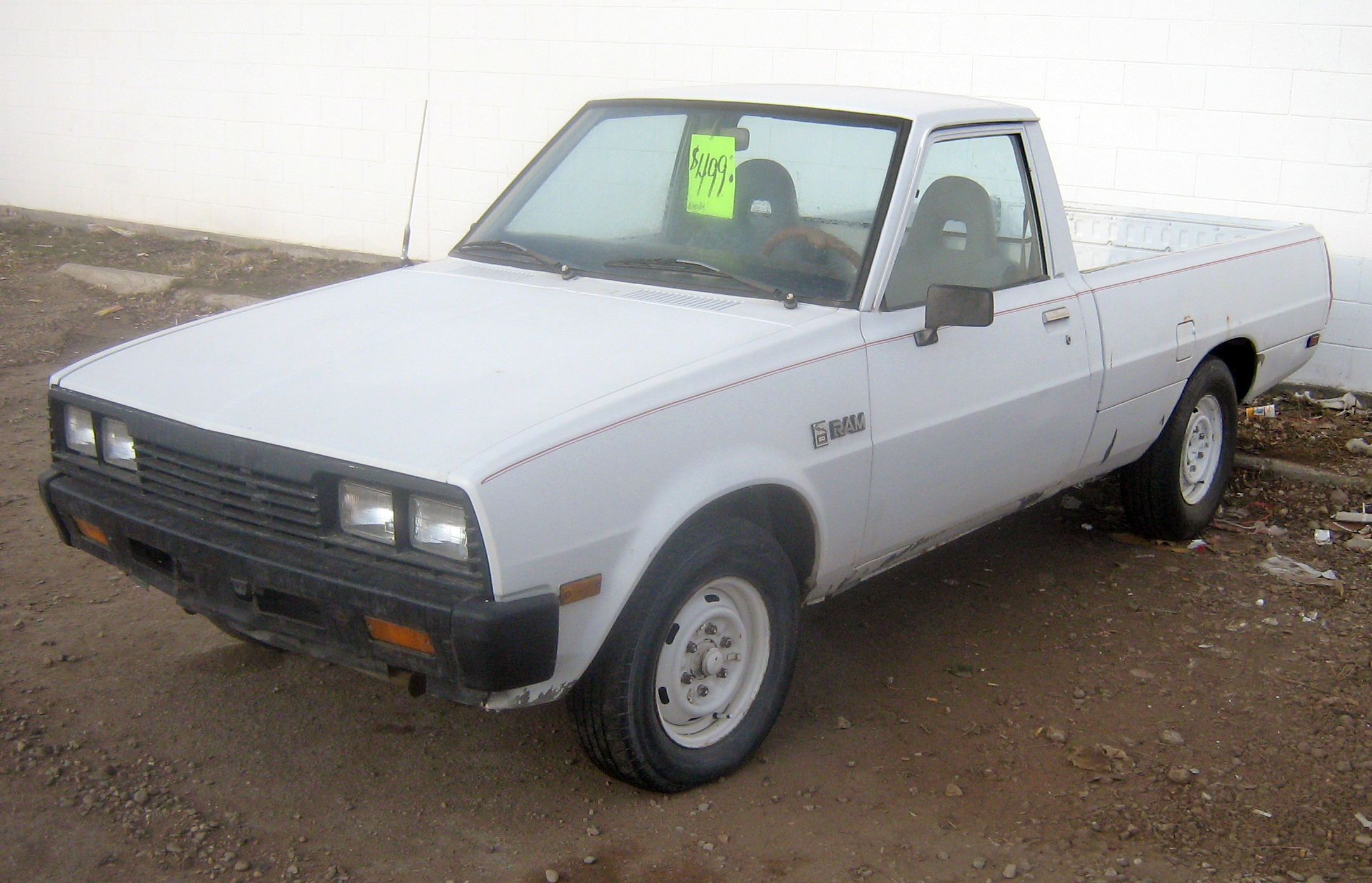
Dodge Ram 50 (1982–1986)
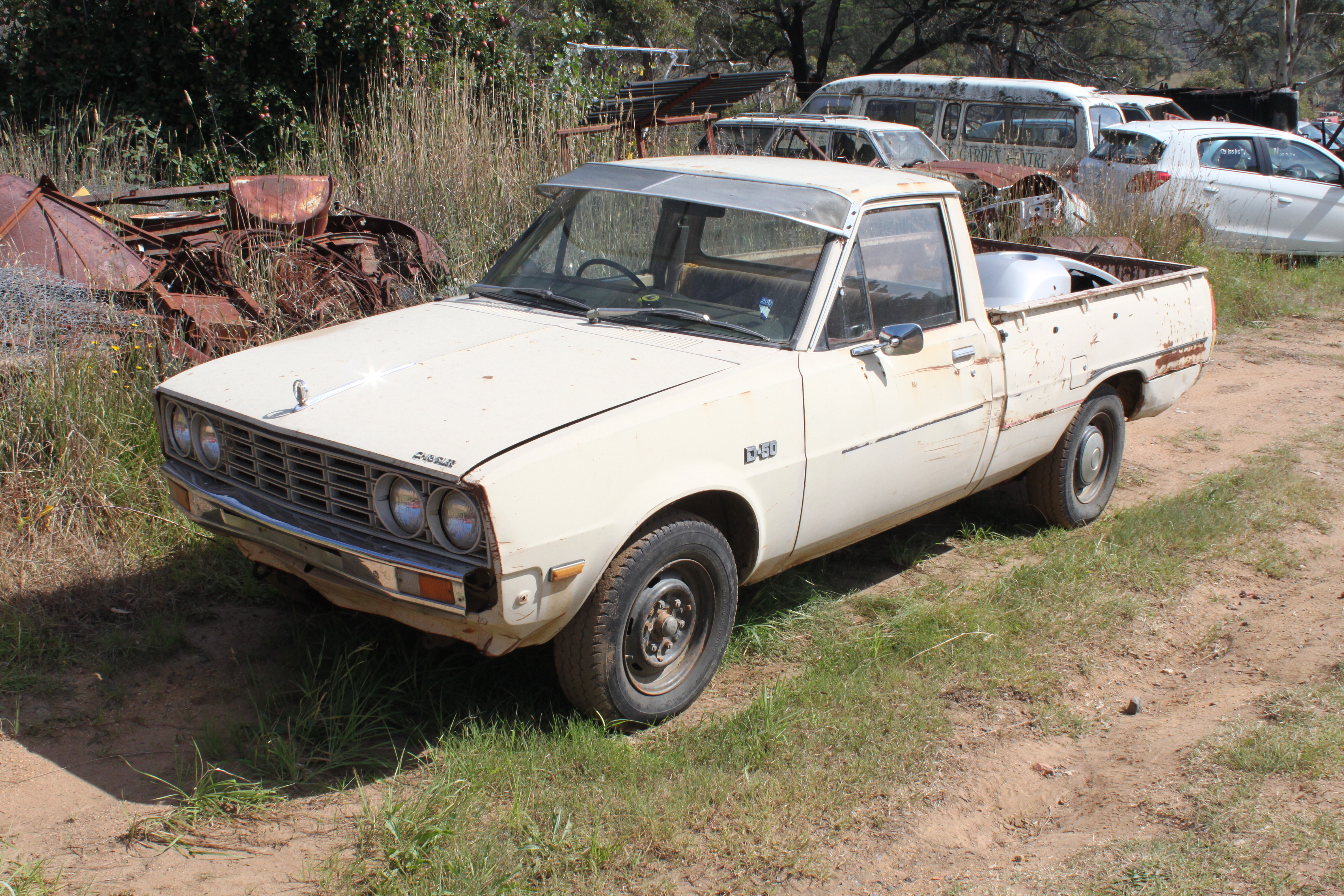
Chrysler D-50 (Australien)

## Zweite Generation (K00/K10/K20/K30)
1986 kam die 2. Generation des L200 auf den Markt, und wurde 1993 als erster Pick-up von Mitsubishi in Deutschland angeboten. In Japan wurde dieser ab 1991 als Mitsubishi Strada verkauft. Dieses Modell ist von Mitsubishi ohne Chrysler entwickelt. In den USA wurde er bis 1996 wieder als Mitsubishi Mighty Max verkauft sowie auch als Dodge Ram 50. Der Nachfolger wurde nicht angeboten.
Ab 1998 wurde in Brasilien eine Version für den dortigen Markt gefertigt, die zu 50 % aus Komponenten aus Brasilien bestand. Er wurde nur mit Allrad und als Doppelkabine angeboten. Außerdem wurde das Design moderner gestaltet.

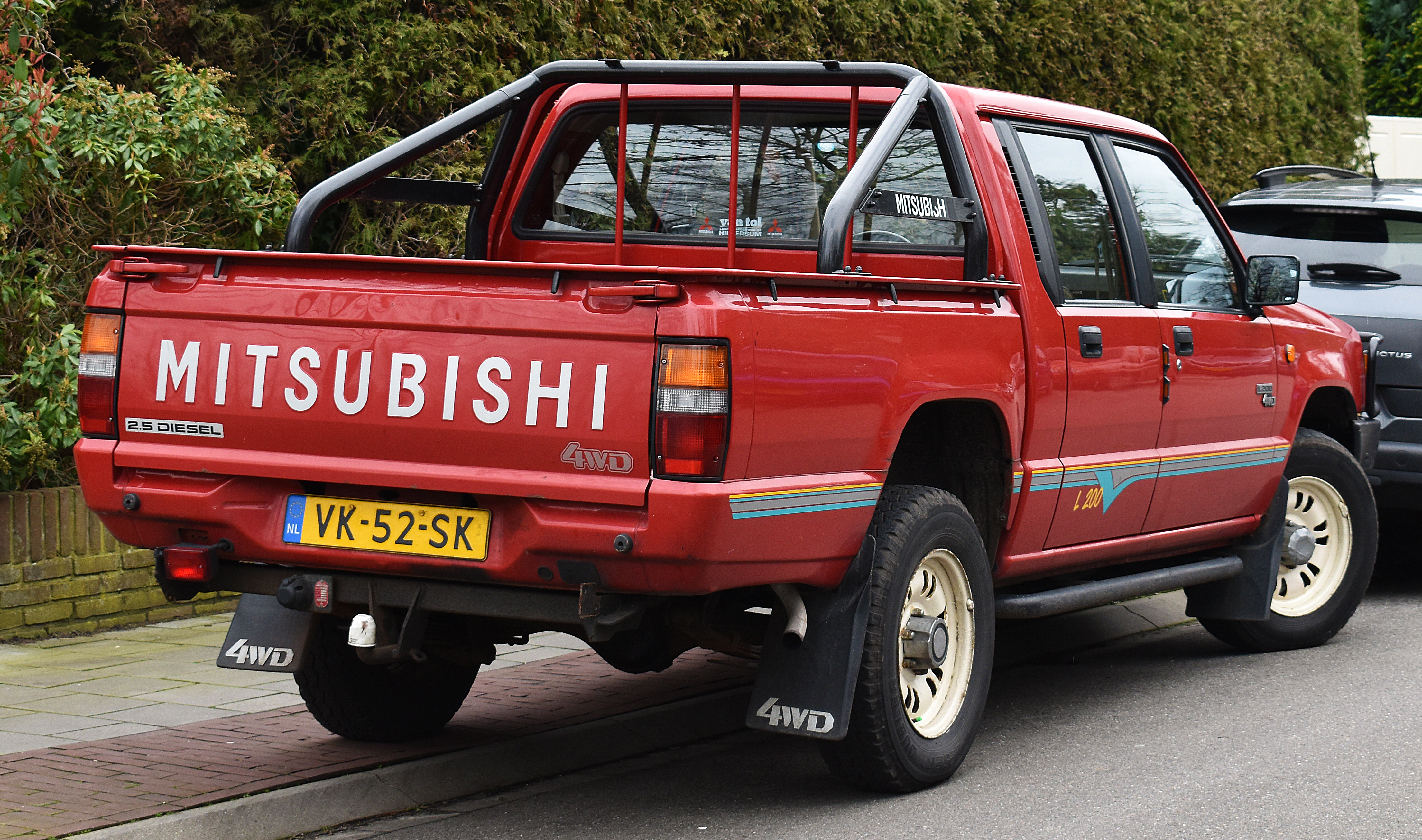
Heckansicht Mitsubishi L200
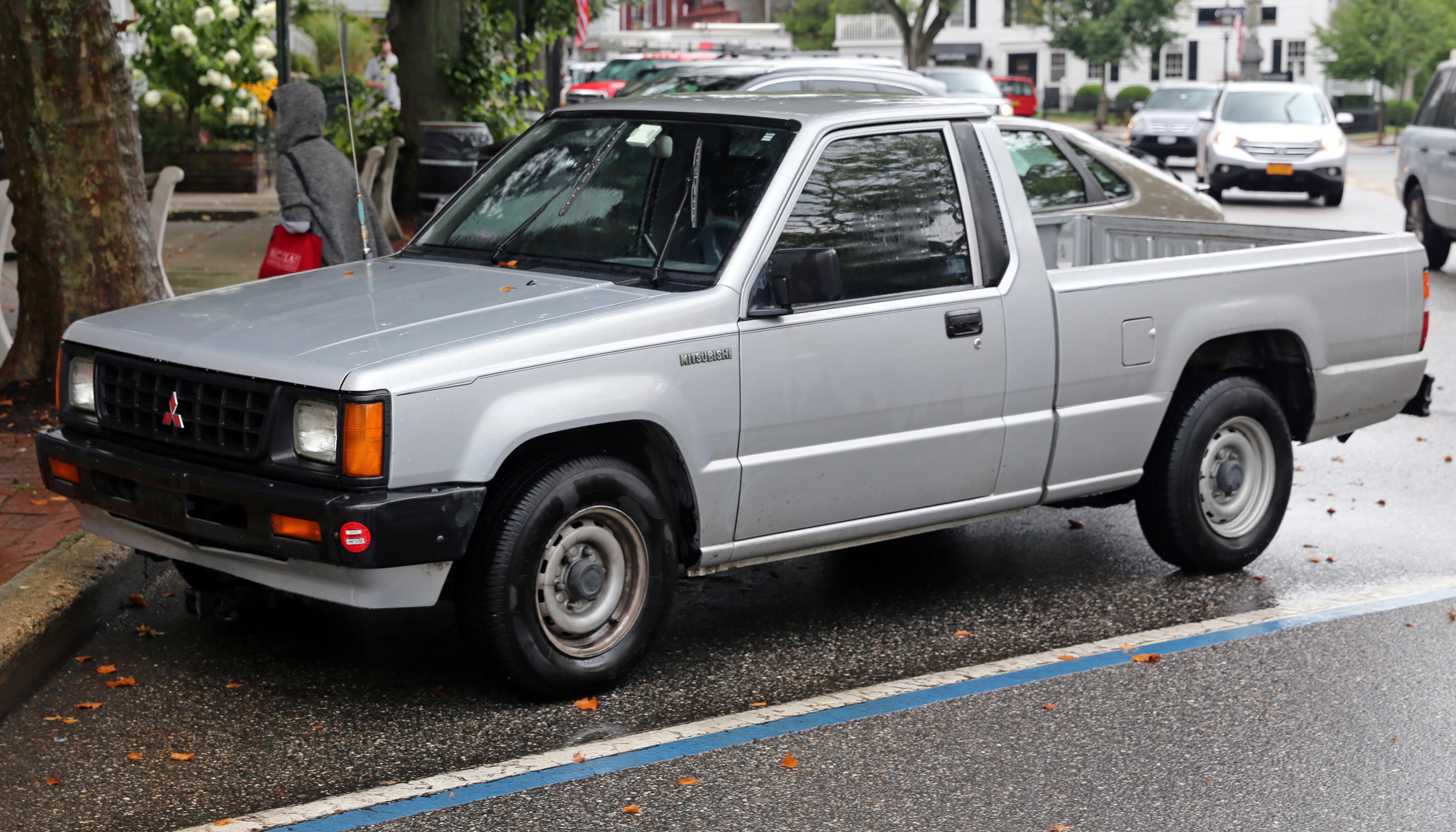
Mitsubishi Mighty Max
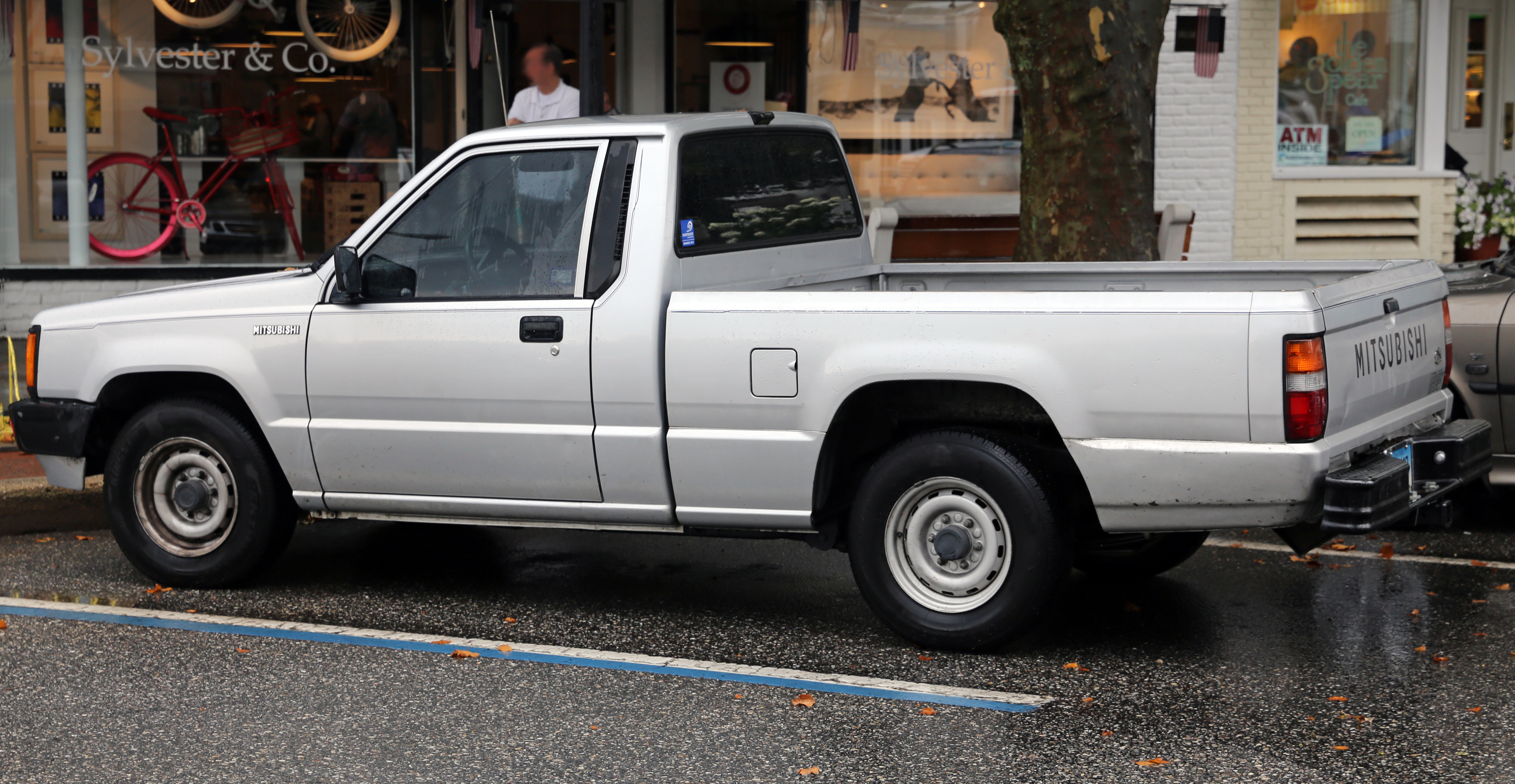
Seiten- und Heckansicht
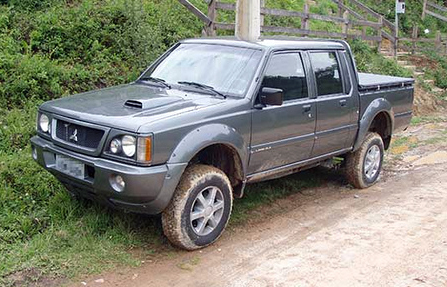
Mitsubishi L200 (Brasilien)
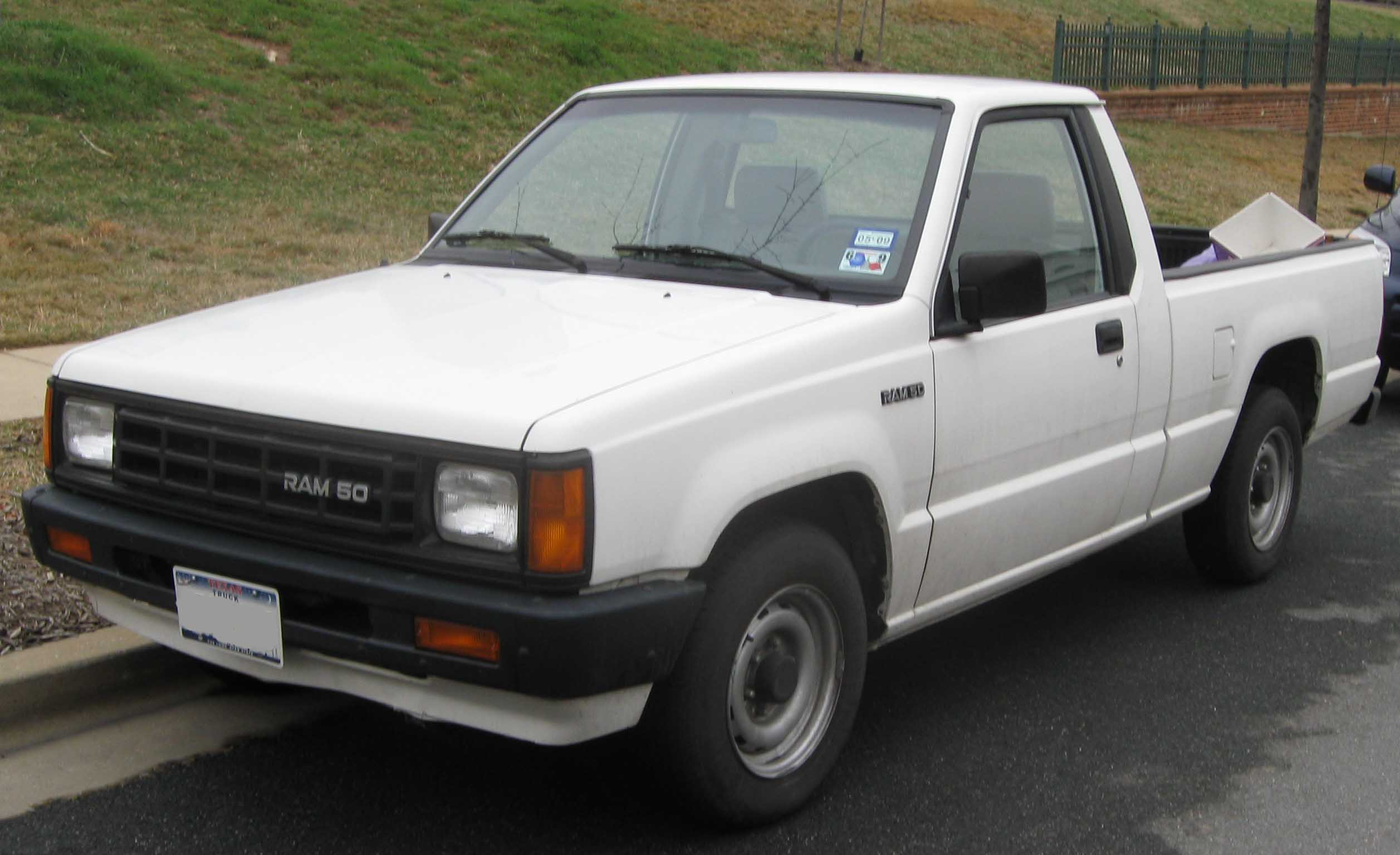
Dodge Ram 50

## Dritte Generation (K50/K60/K70)
1996 kam die 3. Generation des L200, in Japan als zweiter Strada, auf den Markt. In Japan wurde er nur bis 1999 vertrieben.
Der in Thailand produzierte L200 erhielt bereits drei Jahre nach Erscheinen eine Modellpflege: Mit neu gestaltetem Kühlergrill und Leichtmetallrädern versuchte man den L200 attraktiver für die Privathaushalte zu machen.
Seit 2004 konnte man in Deutschland den Pick-up auch als Diesel mit Automatikgetriebe erwerben, bisher musste man für L200 mit Dieselmotor auf Importwagen zurückgreifen. Um den Sieg bei der Rallye Dakar im Januar 2005 zu feiern, brachte Mitsubishi ein Sondermodell auf den Markt: Der L200 Dakar, besonders auffällig durch die Dakar-Embleme an den Kotflügeln, wurde von einem 2,5-Liter-Dieselmotor mit 98 kW (133 PS) angetrieben.
Der 1996 erschienene Mitsubishi Pajero Sport baut auf der Plattform des L200 auf.

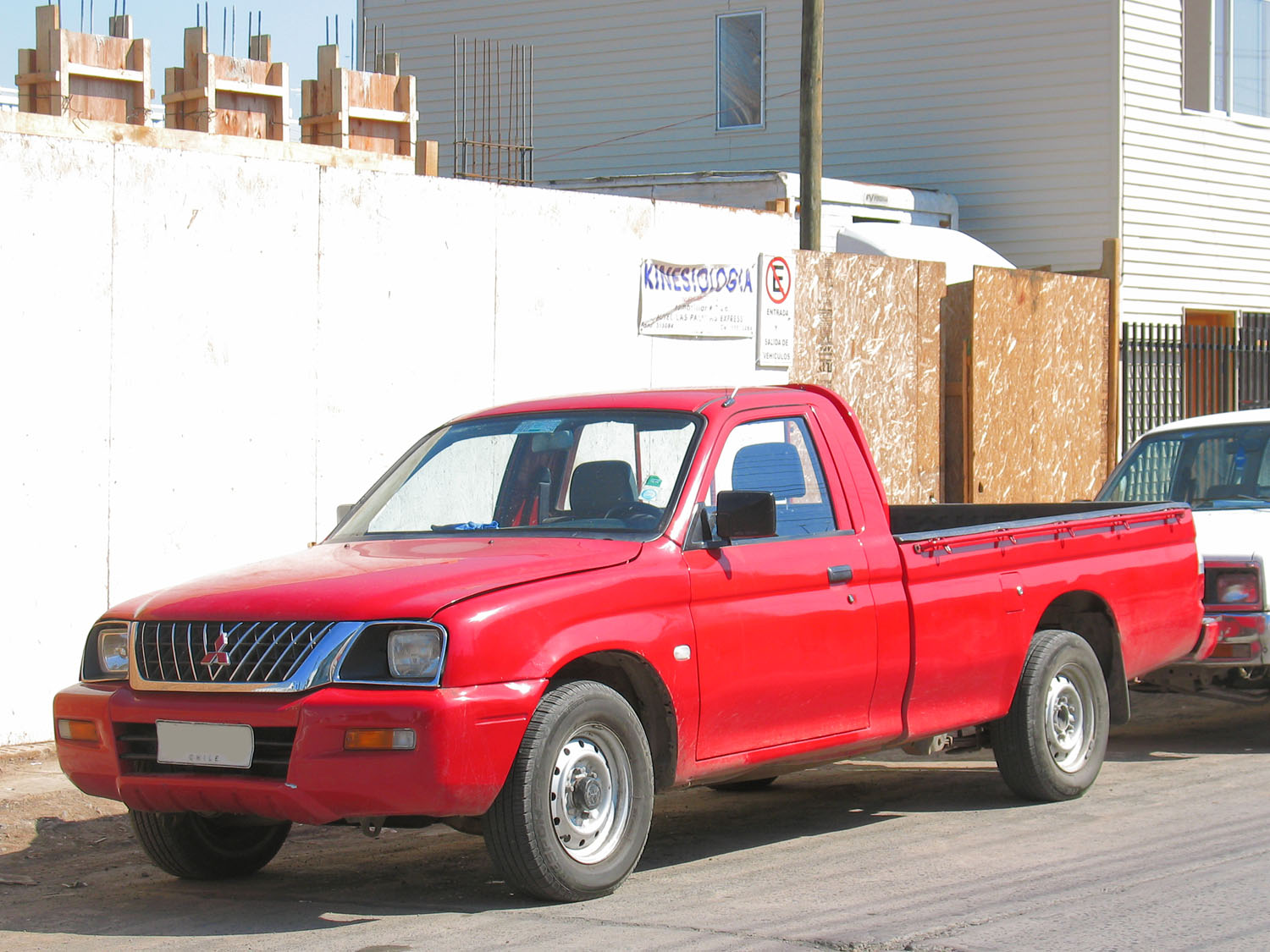
Einzelkabine
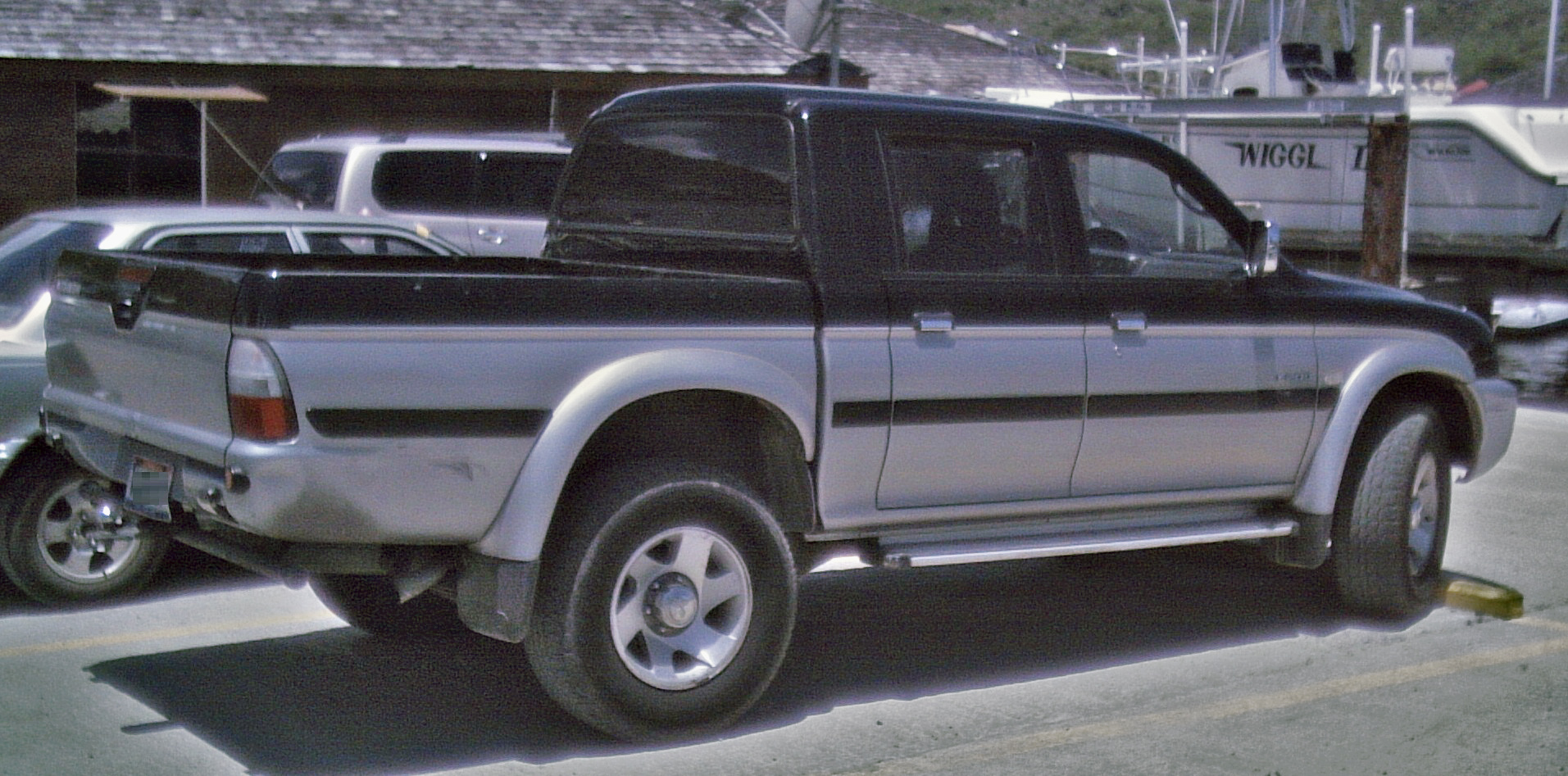
Heckansicht Crew Cab

## Vierte Generation (KA/KB)
| Sterne im Euro NCAP-Crashtest |

2006 kam die 4. Generation des Pick-ups auf den Markt. Diese hatte neben dem vom Pajero entlehnten Allradantrieb Super Select 4WD einen 2,5-DI-D-Dieselmotor mit 100 kW (136 PS). Die Version mit Leistungssteigerung von Ralliart DI-D+ leistete 123 kW (167 PS). Neben dem VW Amarok verfügte auch der L200 über eine elektronische Stabilitäts- und Traktionskontrolle.
Der Pick-up ist zwischen 5,00 m (Einzelkabine) und 5,26 m (Doppelkabine) lang und verfügt über eine Ladefläche von 2,21 m² (Doppelkabine) beziehungsweise 2,65 m² (Club Cab) oder 3,26 m² (Einzelkabine). Dadurch wird der L200 als LKW zugelassen. Dennoch wird er in Deutschland steuerrechtlich als Pkw behandelt. Die reine Länge der Ladefläche beträgt bei der Doppelkabine 1,50 m, beim Club Cab 1,80 m und bei der Einzelkabine 2,22 m. Die Zuladung beträgt bis zu 1 Tonne. Das Basismodell hat zuschaltbaren Allradantrieb mit sperrbarer Differenzialsperre an der Hinterachse, die höheren Ausstattungslinien besitzen permanenten Allradantrieb. Im Juli 2014 gab es eine leichte Modellpflege für den L200. Neben kosmetischen Veränderungen an der Front und im Inneren, wurde die Anhängelast auf 2,7 bis 3 Tonnen erhöht.
In anderen Märkten ist die vierte Generation als Mitsubishi Triton bekannt. Der Mitsubishi Pajero Sport der 2. Generation baut auf der Plattform des L200 auf.
Im November 2010 gab es für das Modell eine Rückrufaktion in Deutschland wegen Problemen an der Lenkung. Betroffen waren alle bis Januar 2009 gebauten Modelle.

### Karosserievarianten
Der L200 wurde in drei verschiedenen Karosserievarianten angeboten. Diese waren Einzelkabine, Club Cab und Doppelkabine. Sie unterschieden sich in Sitzplatzanzahl und Außenabmessungen. Weiterhin war die Einzelkabine nur in der Basisausstattungslinie erhältlich.

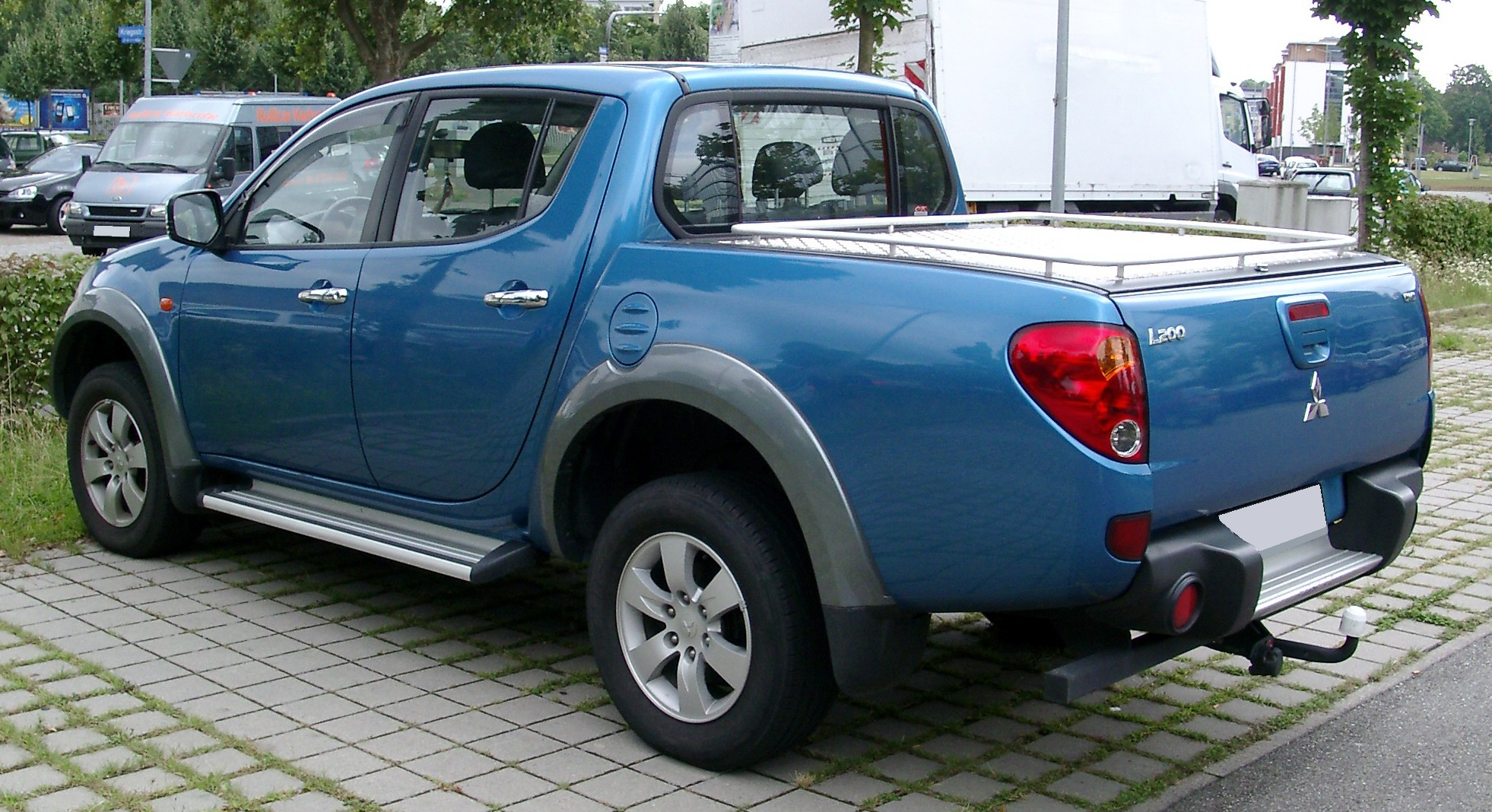
Heckansicht
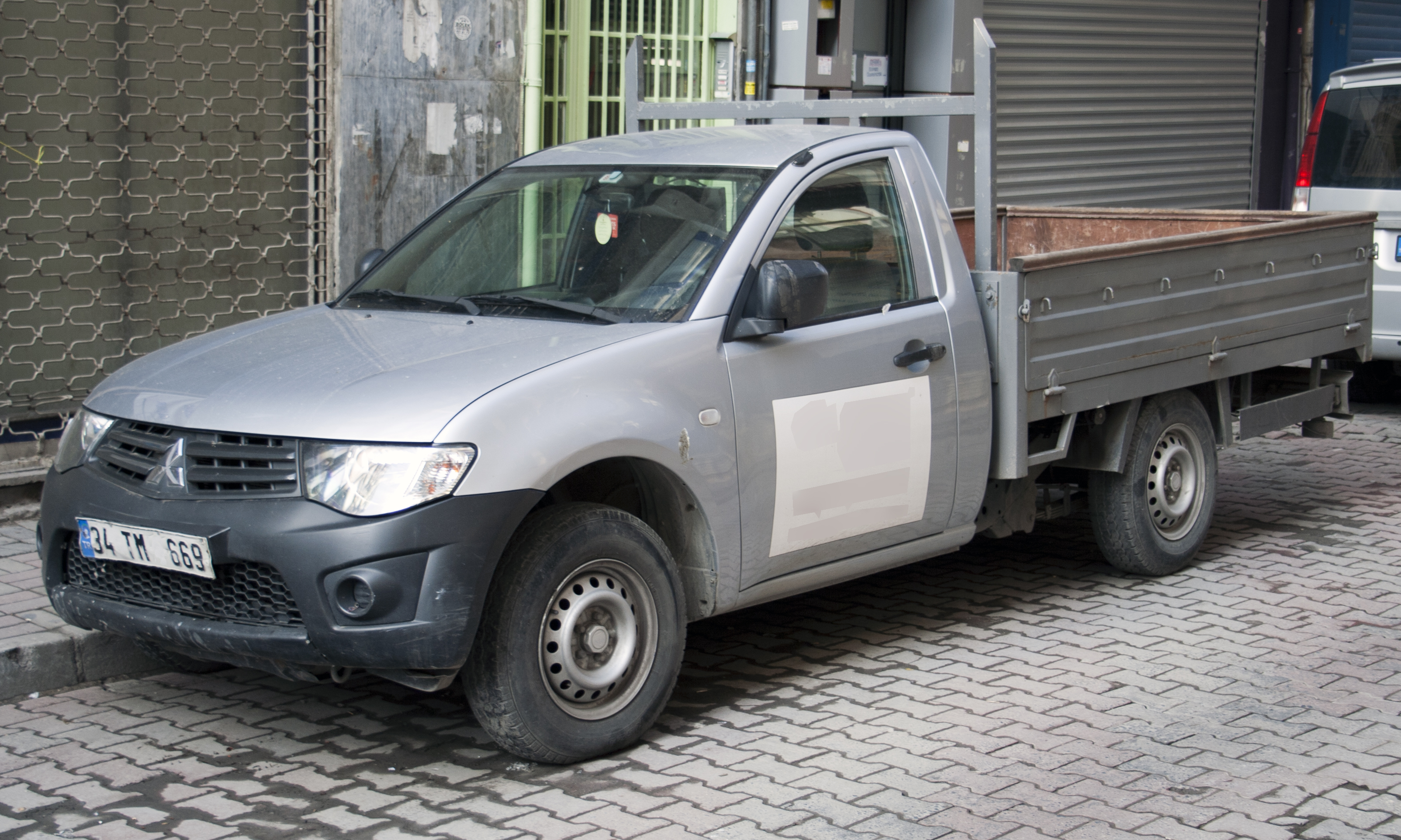
Einzelkabine mit Sonderaufbau
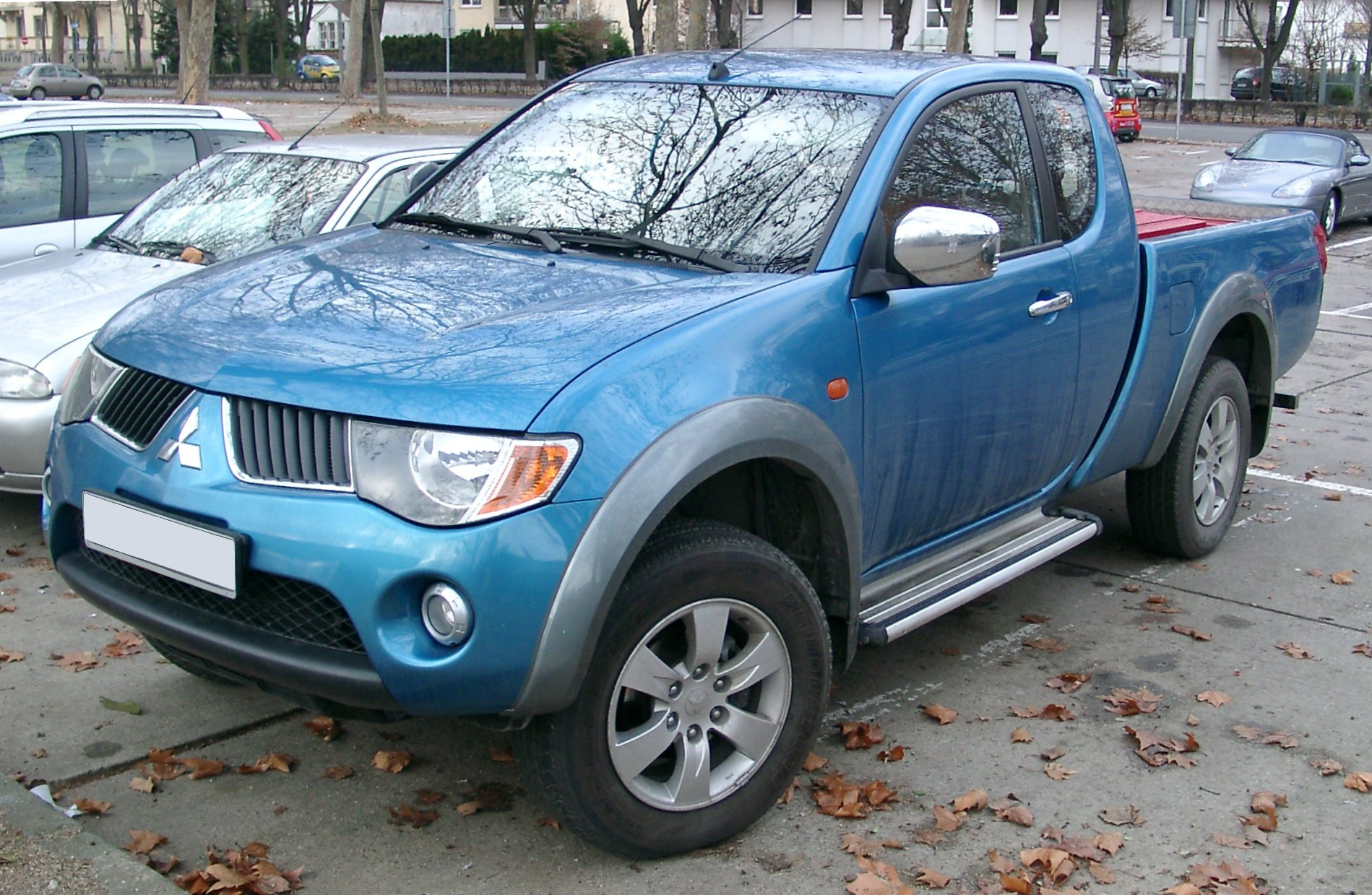
Club Cab

|                           | Einzelkabine | Club Cab    | Doppelkabine |
| ------------------------- | ------------ | ----------- | ------------ |
| Sitzplatzanzahl           | 2            | 2+2         | 5            |
| Gesamtlänge (mm)          | 5040         | 5120/5195*  | 5185/5260*   |
| Gesamtbreite (mm)         | 1750         | 1750/1815*  | 1750/1815*   |
| Gesamthöhe (mm)           | 1775         | 1775/1780*  | 1775/1780    |
| Länge Ladefläche (mm)     | 2220         | 1805        | 1505         |
| Breite Ladefläche (mm)    | 1470         | 1470        | 1470         |
| Höhe Ladefläche (mm)      | 405          | 460         | 460          |
| Leergewicht (kg)          | 1.845–1.940  | 1.865–2.020 | 1.985–2.165  |
| Maximale Zuladung (kg)    | 910–1.005    | 830–985     | 690–865      |
| Anhängelast gebremst (kg) | 2.700        | 2.700–3.000 | 2.700–3.000  |

 * = Höchste Ausstattungsvariante 

### Motoren
| Modell                          | 2.5 DI-D              | 2.5 DI-D+                                      |
| ------------------------------- | --------------------- | ---------------------------------------------- |
| Zylinderzahl                    | 4                     | 4                                              |
| Hubraum (cm³)                   | 2477                  | 2477                                           |
| Max. Leistung (kW/PS)           | 100/136 bei 4000/min  | 123/167 bei 3800/min                           |
| Max. Drehmoment (Nm)            | 314 bei 2000/min      | 400 bei 2000–2850/min [350 bei 1800–3500/min]* |
| Getriebe (serienmäßig)          | 5-Gang-Schaltgetriebe | 5-Gang-Schaltgetriebe                          |
| Getriebe (optional)             | –                     | 5-Stufen-Automatikgetriebe                     |
| Höchstgeschwindigkeit (km/h)    | 167                   | 179 [175]*                                     |
| Beschleunigung (0–100 km/h)     | 15,2 s                | 13,6 s [14,5 s]*                               |
| Verbrauch kombiniert (l/100 km) | 8,9 D                 | 9,1 D [10,6 D]*                                |
| Tankinhalt (l)                  | 75                    | 75                                             |
| Abgasnorm                       | Euro 5                | Euro 5                                         |

* Angaben in Klammern für Automatikversion

### Auszeichnungen
Im Jahre 2012 wurde der L200 zum bereits dreizehnten Mal als „Allrad-Pick-up des Jahres“ von den Lesern der Auto Bild und Auto Bild Allrad ausgezeichnet.

## Fünfte Generation (KJ/KK/KL)
| Sterne im Euro NCAP-Crashtest (2015) | 4 Sterne im Euro-NCAP-Crashtest |

Im November 2014 hat Mitsubishi die 5. Generation des L200 in Thailand vorgestellt, der in anderen Märkten wieder als Triton angeboten wird. Seit dem 26. September 2015 steht die neue Generation bei den Händlern, 2019 erfolgte eine Modellpflege. In Deutschland wurde der L200 Ende 2022 vom Markt genommen. Ab 2016 wurde der L200 im Nahen Osten als Ram 1200 angeboten.
Bis 2020 wurde diese Generation auch als Fiat Fullback angeboten.

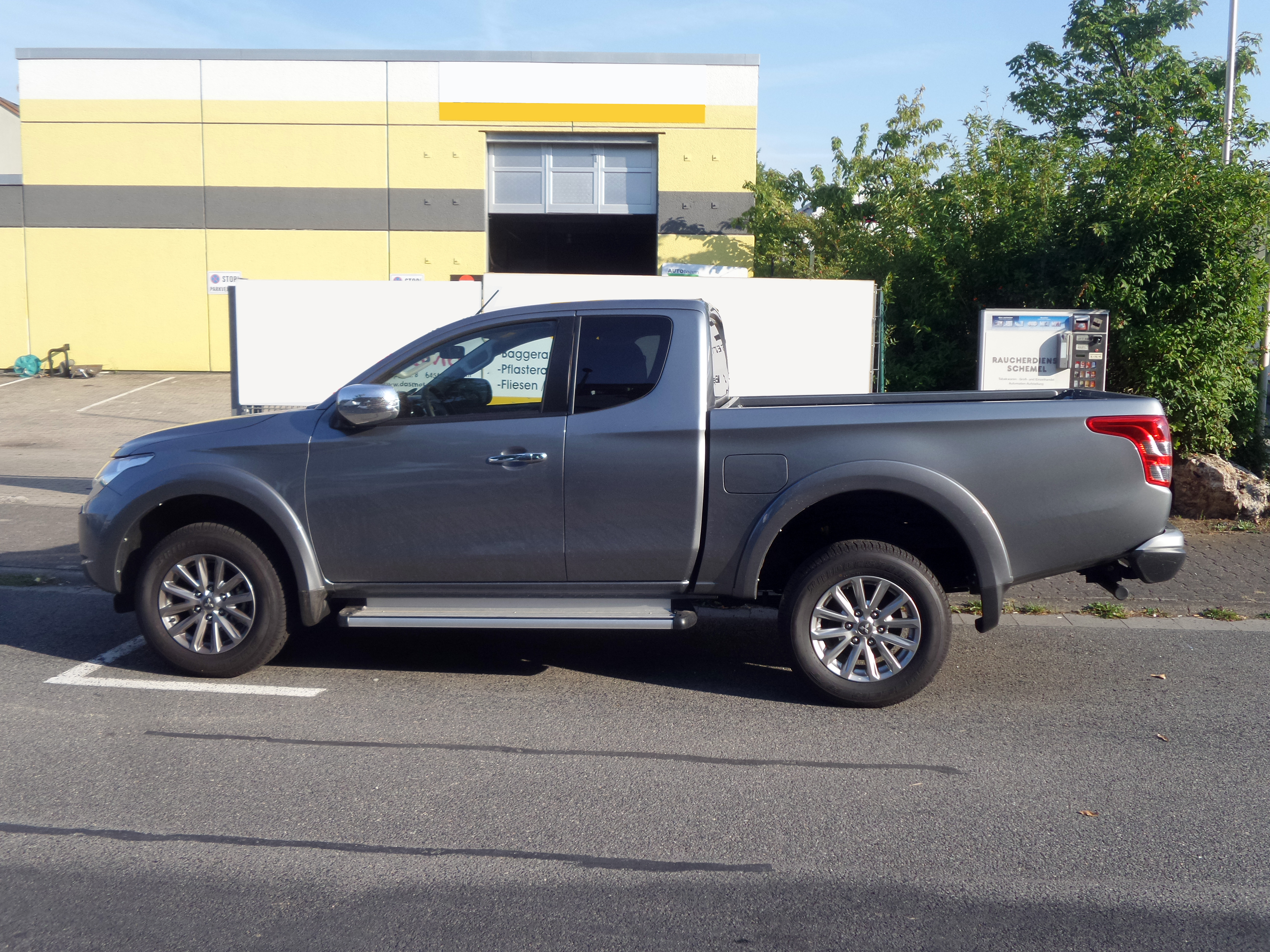
Seitenansicht
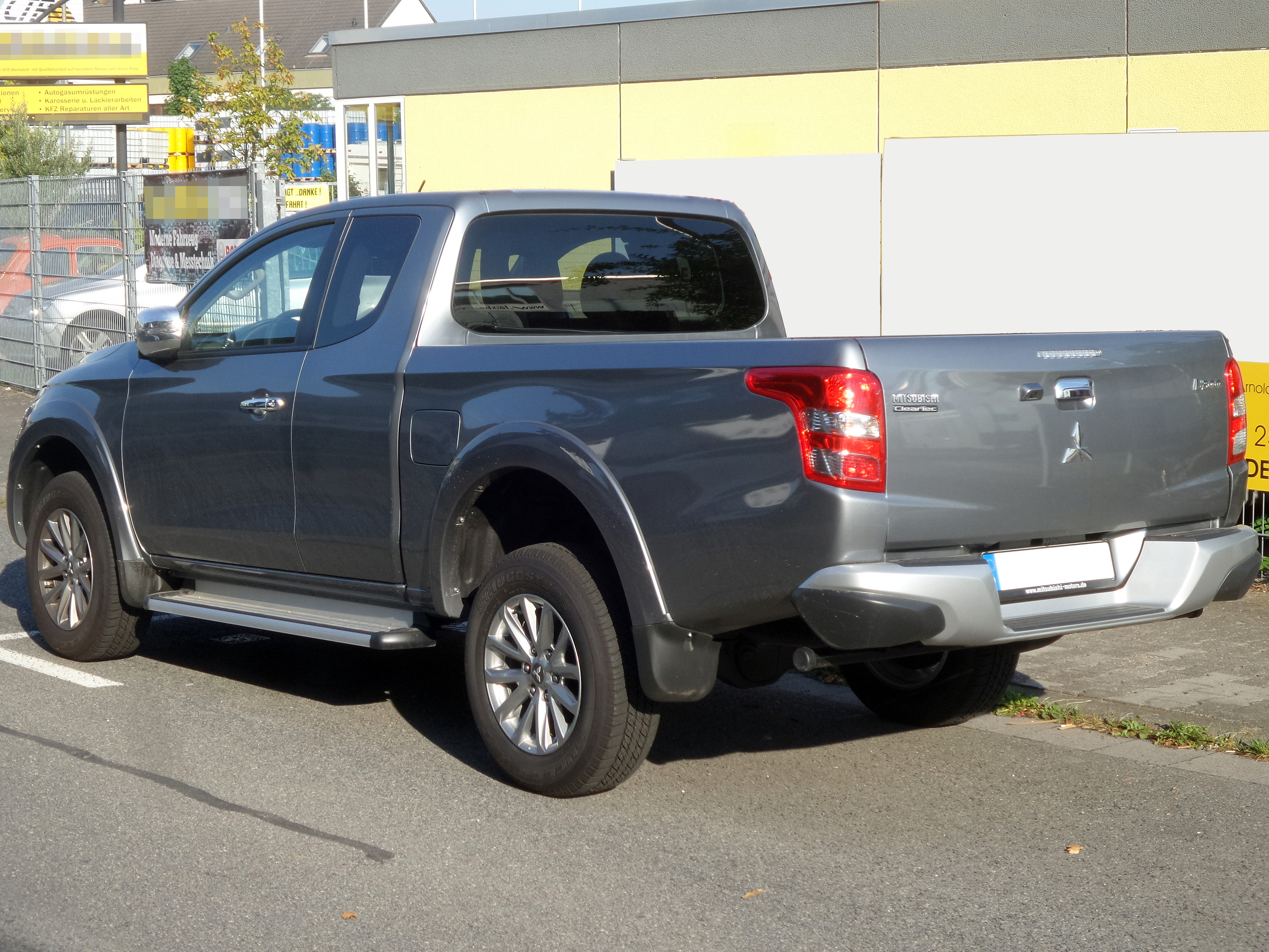
Heckansicht
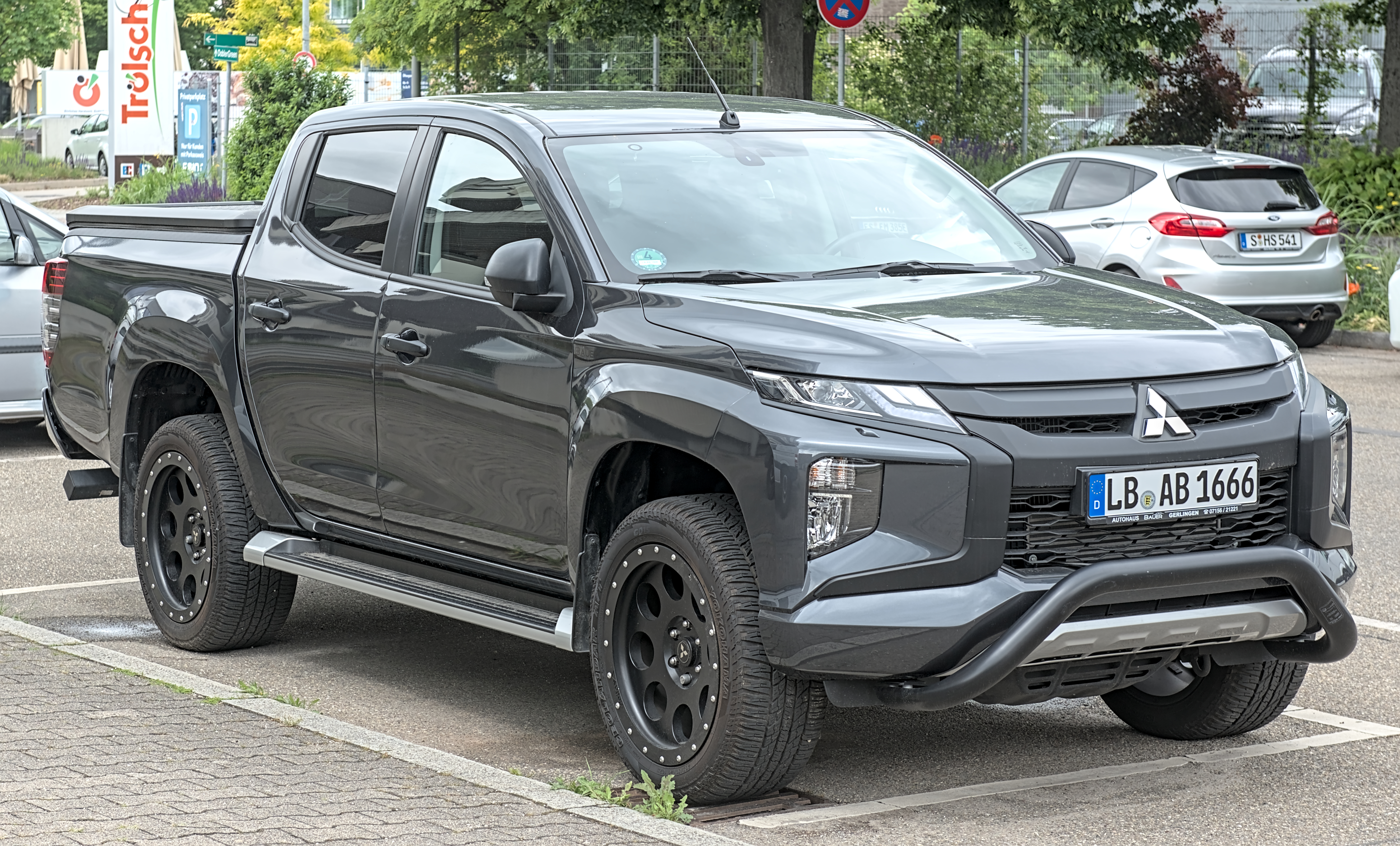
Modellpflege 2019
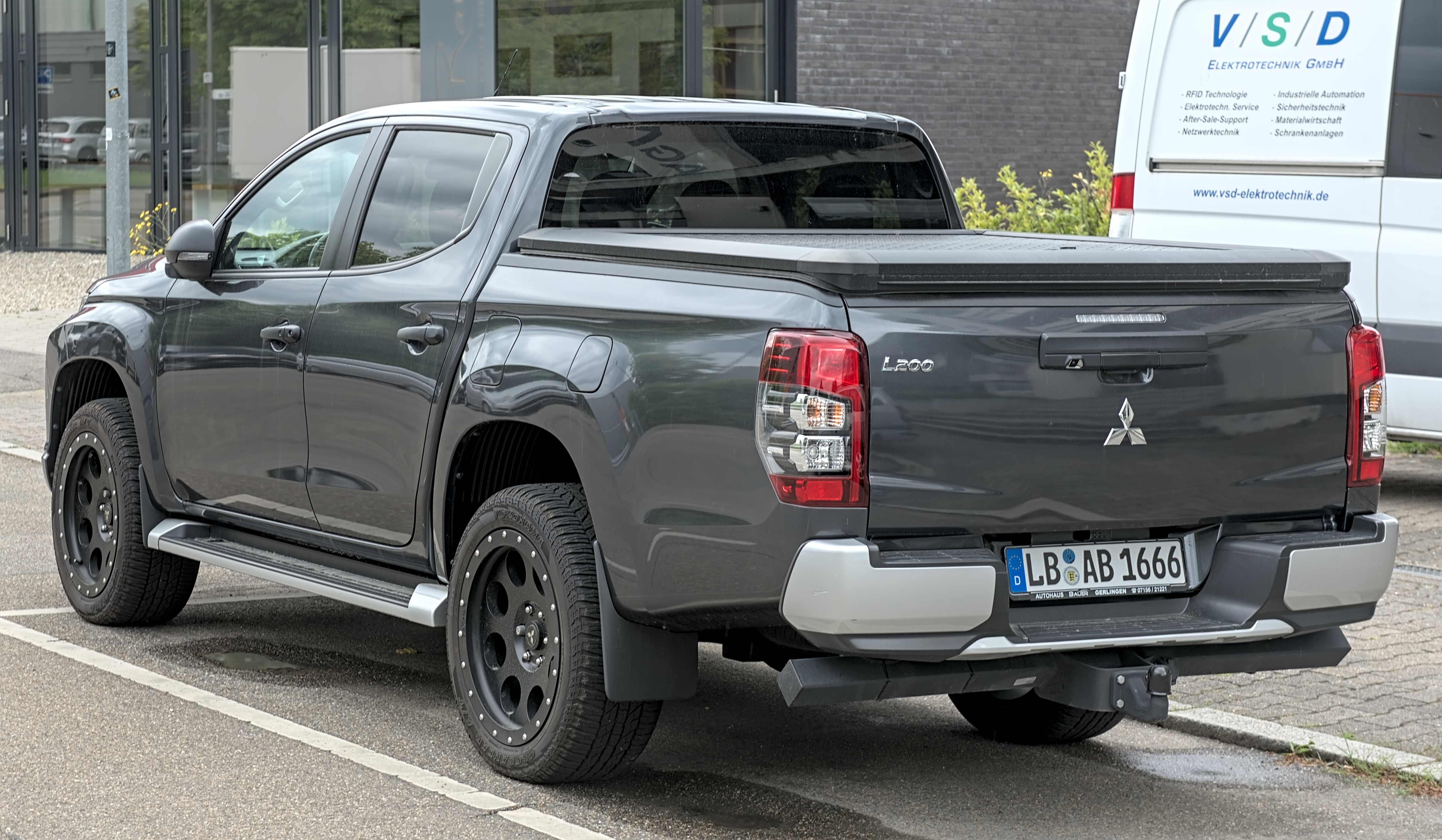
Heckansicht

| Version                         | Club Cab              | Club Cab              | Doppelkabine          | Doppelkabine               |
| Version                         | 2.4 DI-D              | 2.4 DI-D+             | 2.4 DI-D              | 2.4 DI-D+                  |
| ------------------------------- | --------------------- | --------------------- | --------------------- | -------------------------- |
| Zylinderzahl                    | 4                     | 4                     | 4                     | 4                          |
| Hubraum (cm³)                   | 2442                  | 2442                  | 2442                  | 2442                       |
| Max. Leistung (kW/PS)           | 113/154 bei 3500/min  | 133/181 bei 3500/min  | 113/154 bei 3500/min  | 133/181 bei 3500/min       |
| Max. Drehmoment (Nm)            | 380 bei 1500–2500/min | 430 bei 2500/min      | 380 bei 1500–2500/min | 430 bei 2500/min           |
| Getriebe (serienmäßig)          | 6-Gang-Schaltgetriebe | 6-Gang-Schaltgetriebe | 6-Gang-Schaltgetriebe | 6-Gang-Schaltgetriebe      |
| Getriebe (optional)             | –                     | –                     | –                     | 5-Stufen-Automatikgetriebe |
| Höchstgeschwindigkeit (km/h)    | 169                   | 179                   | 169                   | 179 (177)                  |
| Beschleunigung (0–100 km/h)     | 12,2 s                | 10,4 s                | 12,2 s                | 10,4 (11,8) s              |
| Verbrauch kombiniert (l/100 km) | 6,9 D                 | 6,9 D                 | 6,9 D                 | 6,9 (7,5) D                |
| Tankinhalt (l)                  | 75                    | 75                    | 75                    | 75                         |
| Abgasnorm                       | Euro 6                | Euro 6                | Euro 6                | Euro 6                     |

* Angaben in Klammern für Automatikversion

### Modellpflege (2019)
Bei dieser Modellpflege ist eine neue Automatik mit sechs Stufen hinzugekommen und der Motor wurde (nur für Europa) durch einen neuen Motor mit 150 PS aus 2,2 l Hubraum (2268 cm³) ersetzt. Der 2,4-Liter-Dieselmotor ist für außereuropäische Märkte weiter verfügbar. Das Design ist frischer geworden und orientiert sich an der Designsprache neuerer Mitsubishi Modellen. Außerdem wird das Faceliftmodell nicht mehr als Singlecab angeboten.
|                                | Club Cab                 | Doppelkabine             |
| ------------------------------ | ------------------------ | ------------------------ |
| Zylinderzahl                   | 4                        | 4                        |
| Hubraum (cm³)                  | 2268                     | 2268                     |
| Max. Leistung (kW/PS)          | 110/150 bei 3500/min     | 110/150 bei 3500/min     |
| Max. Drehmoment (Nm)           | 400 bei 1750–2250/min    | 400 bei 1750–2250/min    |
| Getriebe (serienmäßig)         | 6-Gang-Schaltgetriebe    | 6-Gang-Schaltgetriebe    |
| Getriebe (optional)            | 6-Gang-Automatikgetriebe | 6-Gang-Automatikgetriebe |
| Höchstgeschwindigkeit (km/h)   | 174                      | 174 (171)                |
| Beschleunigung (0–100 km/h)    | 12,4 s                   | 12,4 s (13,5 s)          |
| Elastizität 80–100 km/h        | 4,7 s                    | 4,7 s (5,1 s)            |
| Kraftstoffverbrauch (l/100 km) | 7,5                      | 8,7 (8,4)                |
| Tankinhalt (l)                 | 75                       | 75                       |
| Abgasnorm                      | Euro 6d Temp EVAP        | Euro 6d Temp EVAP        |

Angaben in Klammern für Automatikversion

## Sechste Generation (seit 2023)
Im Juli 2023 präsentierte Mitsubishi die sechste Generation. Der Verkauf startet zunächst in Thailand, gefolgt von weiteren ASEAN-Staaten, Australien und Ozeanien. Erstmals seit 12 Jahren wird das Modell seit Anfang 2024 auch in Japan und nochmal später in Europa angeboten. Wie zuvor erhält es in einigen Märkten den Namen Triton.
Mit dem Super Select 4WD-II- und dem Easy Select 4WD-System werden je nach Konfiguration verschiedene Allradantriebe angeboten. Ersteres überträgt 40 % der Kraft an die Vorderachse und die restlichen 60 % an die Hinterachse. Neben einer Mitteldifferenzialsperre sind sieben Fahrmodi verfügbar. Das Fahrwerk bildet eine Doppelquerlenkerachse vorn und eine Blattfederung hinten.
Zum Marktstart erhältlich ist ein 2,4-l-Dieselmotor in drei Leistungsstufen: 110 kW (150 PS) und 330 Nm Drehmoment, 135 kW (184 PS) und 430 Nm sowie 150 kW (204 PS) und 470 Nm.

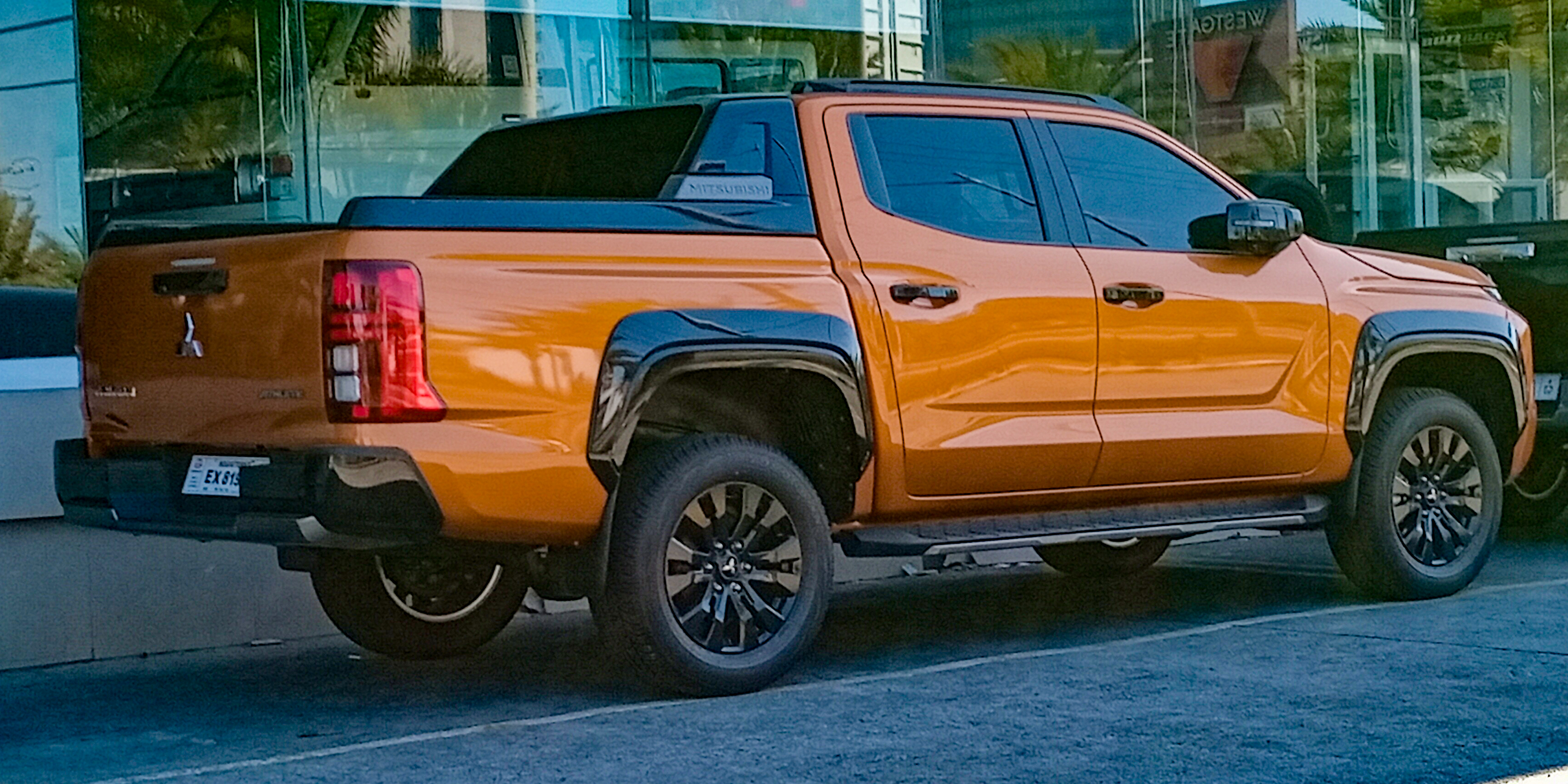
Heckansicht